# Atavismus (Soziologie)

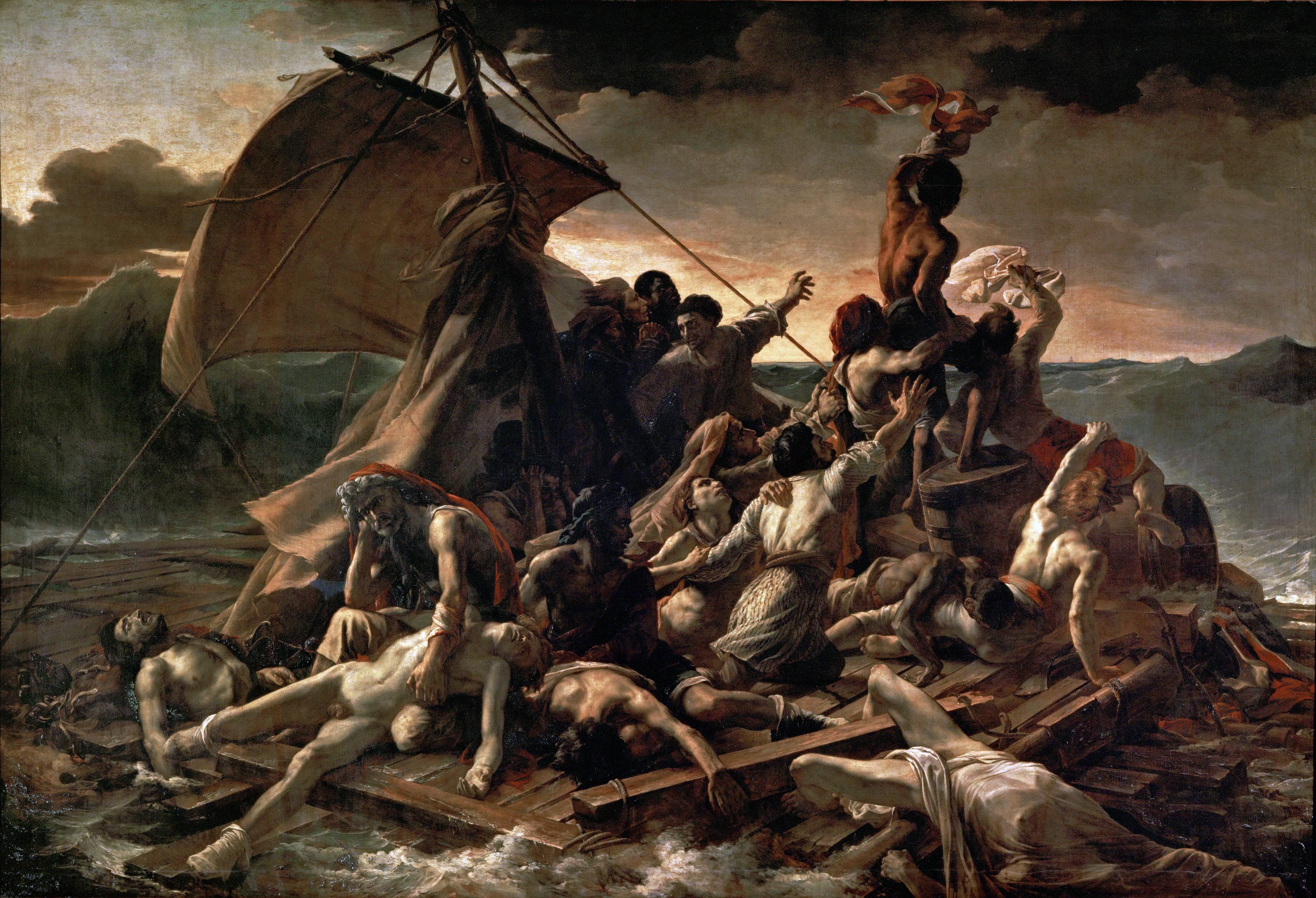
Mitunter wurden Schiffbrüchige zu Kannibalen. Das Gemälde Das Floß der Medusa (1819) von Théodore Géricault behandelt diesen Atavismus.

Ein Atavismus (von lateinisch atavus ‚Urahn‘) im soziologischen, kulturgeschichtlichen oder gesellschaftswissenschaftlichen Sinn ist ein kultureller Rückfall in angenommene urtümliche, primitive oder überwunden geglaubte Zustände menschlicher Gesellschaften.
Der Begriff leitet sich vom biologischen Atavismus ab. Er ist negativ besetzt und kennzeichnet Entwicklungen, die als zivilisatorischer oder gesellschaftlicher Rückschritt empfunden werden.
In der Geschichtsauffassung bezeichnen Atavismen gesellschaftliche Zusammenhänge und Sachverhalte, die als Rückfall in archaische Zeiten der Menschheitsgeschichte erscheinen. Ebenso bezeichnet man überholte Regierungsformen, die formal Merkmale vergangener Entwicklungsetappen aufweisen, als Atavismen.
In Bezug auf eine Einzelperson kennzeichnet der Atavismus eine Auffassung oder ein Verhalten, das einem veralteten Weltbild entspricht.

## Beispiel
Der Roman Herr der Fliegen von William Golding aus dem Jahre 1954 bietet die literarische Darstellung eines kulturellen Atavismus. Nach einem Flugzeugabsturz finden sich die von der Kultur und Zivilisation des 20. Jahrhunderts geprägten 6- bis 12-jährigen Jungen ohne den Einfluss von Erwachsenen auf einer Insel wieder. Das Verhalten der Kinder verroht mehr und mehr, Konflikte werden gewalttätig gelöst, und schließlich kommt es zu Folter, Blutrache und Götzenverehrung.